# Cooperia curticei
Cooperia curticei är en rundmaskart. Cooperia curticei ingår i släktet Cooperia, och familjen Trichostrongylidae. Arten är reproducerande i Sverige.